# Nypoideae
Nypoideae es una subfamilia de plantas con flores de la familia Arecaceae, contiene solo una especie en un género (Nypa fruticans y Nypa, respectivamente). 

## Características

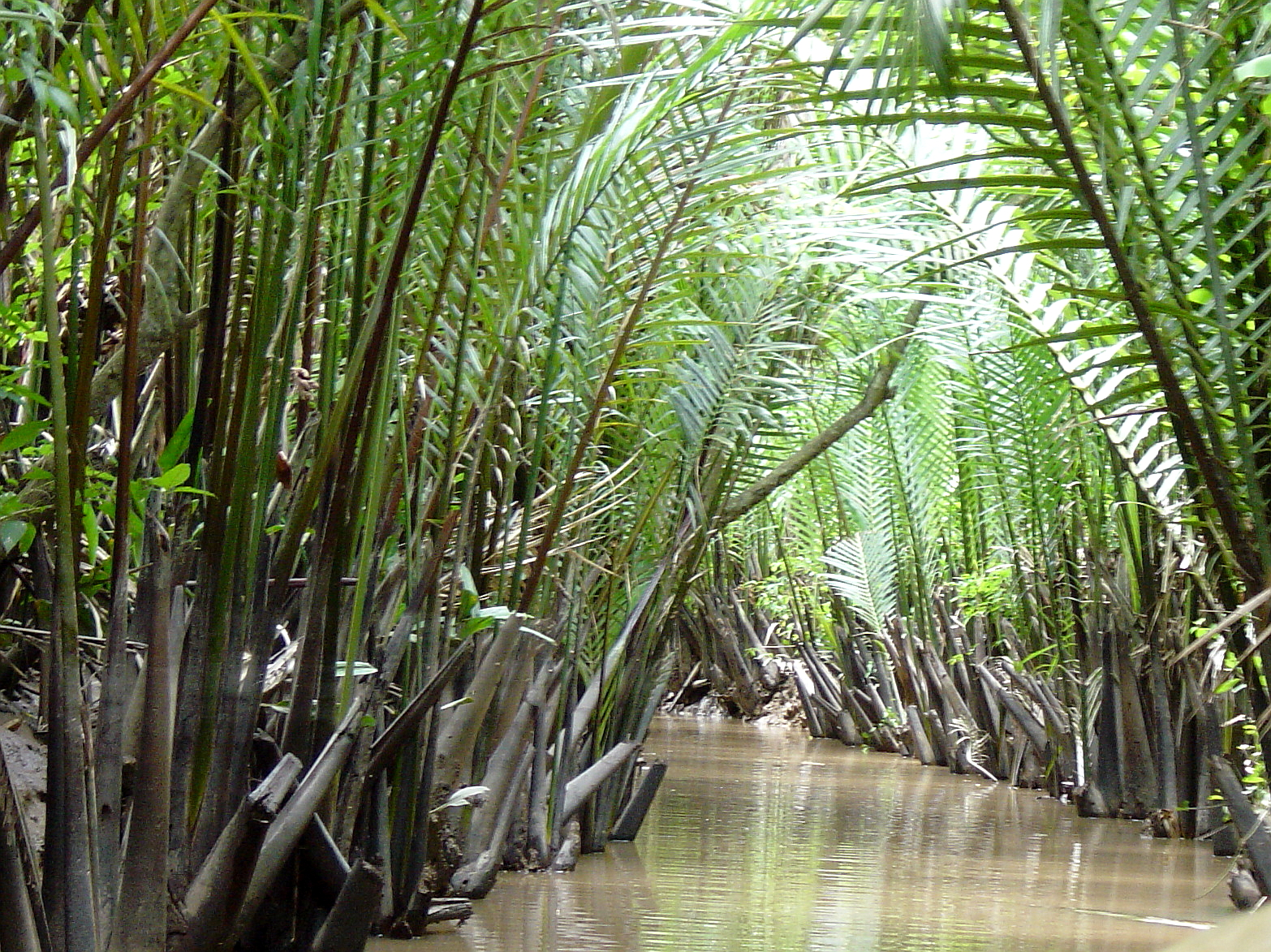
Nypa fruticans.

Nypa (Nypoideae) tiene un tallo postrado que se divide ramificándose dicotómicamente y sin capitel. Son de hojas erectas, pinnadas reduplicadas, inermes, y los pétalos indiferenciados. Es monóica (ambos sexos en el mismo individuo), policárpica (florece varias veces en su vida); las inflorescencias son erectas, con una cabeza apical con flores femeninas, y muchas ramificaciones laterales de raquillas cortas con flores masculinas, flores de un sexo y de otro muy distintas. Carpelos libres o separados.
Análisis filogenéticos de múltiples secuencias de ADN muestran que la subfamilia Calamoideae es hermana de todas las demás palmeras. Nypa (el único género de Nypoideae), un distintivo género de las comunidades de manglares de Asia y el oeste del Pacífico, quedaría como hermana del resto de las palmeras (salvo Calamoideae). Entonces Nypa y Calamoideae forman un complejo parafilético, con hojas usualmente pinadas y reduplicadas, mientras que el resto de los géneros, con hojas usualmente costapalmadas o palmadas e induplicadas -las Coryphoideae- forman un grupo monofilético (Hahn 2002, Uhl et al. 1995 ).
Los fósiles se conocen en Europa y América temprano en el Terciario.